# グレゴリー・ベンフォード
グレゴリー・ベンフォード（Gregory Albert Benford, 1941年1月30日 - ）は、アメリカ合衆国の小説家、SF作家。
現在、カリフォルニア大学アーバイン校の物理学教授。専門はプラズマ物理学、天体物理学。表記はグレゴリイとも。
代表的なハードSF作家である。代表作は『夜の大海の中で』(1977) から始まる《銀河の中心》シリーズで、有機生命体と機械生命体が絶えず戦争している銀河系を描いたものである。

## 来歴
アラバマ州モービル生まれ。1963年、オクラホマ州ノーマンのオクラホマ大学で物理学の学士号を取得し、カリフォルニア大学サンディエゴ校で1965年に修士号、1967年に博士号を取得した。同年、結婚。妻はいくつかの小説で登場人物のモデルとなっている（例えば『時の迷宮』のヒロイン）が、2002年に亡くなった。
一卵性双生児の兄弟ジム・ベンフォードがいる。兄弟でSF小説を合作したこともある。2人はもともとSFファンダム出身で、Void というファンジンを編集していた。ベンフォードは無神論者である。
父の仕事の関係で少年期を日本で過ごしたが、日本語は全くできず、日本人の名前もデタラメである。そのため、長年、翻訳を担当した山高昭は作中の「日本人」の名を親しいSFファンの名に変えていた。原文が難解としても有名であり、山高急逝後、早川書房が翻訳者を求めて有力翻訳家多数に打診したのは語り草である。
世界ＳＦ大会では、親日なのにジャパンパーティーに来ないと知られているが、日本人ファンと会話する事に抵抗感は無いらしく、発言が難しい以外には偏見などは感じられない。
現役の科学者らしく、「人間的な科学者」を描くのが得意である。

## 作家としての経歴
プロ作家としてのデビュー作はF&SF誌（1965年6月）に掲載された "Stand-In" である。1969年には、アメージング・ストーリーズ誌に科学コラムを連載し始めた。
科学者として実際に行っている研究の成果を取り入れたハードSF的作品を書いている。また合作もよく行っており、ウィリアム・ロツラー(en)、デイヴィッド・ブリン、ゴードン・エクランド(en) らとの合作がある。タイムトラベルものの長編『タイムスケープ』(1980)で、ネビュラ賞とジョン・W・キャンベル記念賞を受賞した。後にそのタイトルが Pocket Books のSF系インプリントの名前として流用された。1990年代後半には、アイザック・アシモフのファウンデーションシリーズの公式の続編となる三部作の1作『ファウンデーションの危機』を書いた。この時期には Cosm (1998)、The Martian Race (1999)、Eater (2000) といった近未来科学スリラーを何作か書いている（日本語未訳）。
アンソロジーの編集も手がけており、歴史改変SFを集めたアンソロジーやヒューゴー賞受賞作家作品のアンソロジーなどがある。
ヒューゴー賞には4回、ネビュラ賞には12回ノミネートされているが、ネビュラ賞受賞作は『タイムスケープ』だけでなく、「もし星が神ならば」（長編『もし星が神ならば』の第2部の元になった中編）がある（エクランドとの合作）。
1999年のワールドコン（メルボルンで開催）にはゲストとして招待された。ベンフォードは今もSFファンジンに寄稿し続けている。

## 科学技術への貢献
ベンフォードは1960年代末にコンピュータウイルスという概念を世界で初めて考案し書き残したと主張している。
2004年、ベンフォードは地球温暖化進行による災害を防ぐ方法として、ラグランジュ点L1の宇宙空間に直径1000kmのフレネルレンズを建設し、回転させつつ浮かべるという方式を提案した。ベンフォードによれば、これによって太陽光を散乱させて地表に到達する太陽エネルギーを約0.5%から1%低減させることができるという。彼の試算によれば建設コストは100億ドルほどだという。彼のこの提案は様々な場で言及されている。似たような案は1989年に J. T. Early が提案しており、1997年にはエドワード・テラーらも提案していた。2006年、ベンフォードはこの方法における危険性を指摘している。このレンズが建設されて、温暖化の進行を防いだとしたら、温室効果ガス削減の努力をする理由がなくなり、別の形で二酸化炭素濃度の上昇が環境に致命的な影響を及ぼすまで放置される可能性があるという。例えば炭酸ガスが海水に化学的変化を起こし、海洋の生命に壊滅的打撃を与える可能性がある。
ベンフォードは火星協会の役員も務めている。

## 作品リスト
- 「木星プロジェクト」シリーズ
  - 木星プロジェクト (Jupiter Project, 1975)
  - アレフの彼方 (Against Infinity, 1983)
- 《銀河の中心》シリーズ
  - 夜の大海の中で (In the Oceans of Night, 1976)
  - 星々の海をこえて (Across the Sea of Suns, 1984)
  - 大いなる天上の河 (Great Sky River, 1987)
  - 光の潮流 (Tides of Light, 1989)
  - 荒れ狂う深淵 (Furious Gulf, 1994)
  - 輝く永遠への航海 (Sailing Bright Eternity, 1995)
- もし星が神ならば (If the Stars Are Gods, 1977):ゴードン・エクランド (Gordon Eklund) と合作
- タイムスケープ (Timescape, 1980)：1980年ネビュラ賞/英国SF協会賞受賞[7]、1981年、ジョン・W・キャンベル記念賞受賞[8]
- シヴァ神降臨 (Shiva Descending, 1980)：ウイリアム・ロツラー (William Rotsler) と合作
- 時の迷宮 (Artifact, 1985)
- 彗星の核へ  (Heart of the Comet, 1986)：デイヴィッド・ブリン(David Brin) と合作
- 悠久の銀河帝国 (Beyond the Fall of Night, 1990)：アーサー・C・クラーク (Arthur C. Clarke) と合作
- ファウンデーションの危機 (Foundation's Fear, 1997)：新・銀河帝国興亡史1
- Bowl of Heaven シリーズ (ラリー・ニーヴンと合作)
  - Bowl of Heaven (2012) - 未訳
  - Shipstar (2014) - 未訳
  - Glorious(2020) - 未訳

### 短編集
- 時空と大河のほとり (In Alien Flesh, 1986)